# 阿津站
阿津站（日语：／ Atsu eki */?）曾是一個位於岡山縣倉敷市兒島阿津二丁目的下津井電鐵下津井電鐵線的鐵路車站。

## 相鄰車站
下津井電鐵
下津井電鐵線
琴海－阿津－備前赤崎